# Cais do Sodré (metrostation)
Cais do Sodré is een metrostation aan de Groene lijn van de metro van Lissabon, het is het zuidelijk eindpunt van de groene lijn. Daarnaast is het veel oudere spoorwegstation Cais do Sodré het beginstation van de verbinding Lissabon - Cascais, Linha de Cascais; deze lijn doet ook de Casinoplaats Estoril aan. Ook vertrekken er diverse veerdiensten over de Taag naar de overzijde. Ó Cais do Sodre is ook een zeer bekend fadoliedje van de fadozanger Rodrigo.

Het station is geopend op 18 augustus 1998.